# Estienne du Tronchet
Pour les articles homonymes, voir Tronchet.
Estienne du Tronchet (v. 1510-v. 1580) est un écrivain du genre épistolaire contemporain de Ronsard.

## Biographie
Estienne du Tronchet est né à Montbrison au début du XVIe siècle dans le Forez, province réunie au royaume de France en 1534, et dans le siècle où les guerres de religion ont été dévastatrices, notamment celle menée par le Baron des Adrets dans le Forez. Ces deux circonstances auront des liens avec ses écrits. Les seules informations biographiques que nous ayons figurent dans ses Lettres missives publiées en 1567 où il nous apprend qu'il a été orphelin très jeune sous tutelle d'un homme de bien, le seigneur de Bompré, qu'il a deux sœurs et un frère et qu'il a des relations étroites avec les écrivains Jean Papon et son fils Loÿs Papon. Il se marie, on ne sait quelle année, avec Marguerite Perrin dont il a un fils, mort en bas âge, et deux filles.
Aucune de ses missives n'est datée, ce qui nuit à leur rattachement aux évènements de l'époque. On sait que vers 1530, il entre au service de Jean d'Albon, haut fonctionnaire au service du roi de France et gouverneur de Lyon puis de son fils Jacques d'Albon jusqu'à sa mort à la bataille de Dreux en 1562. Ses talents de calligraphe lui ouvrent les portes de Catherine de Medicis dont il devient secrétaire et finit en 1571 au service de Jean Rougier, ambassadeur à Rome, là où il meurt vers 1580.
Il tire de toutes ses relations ses Lettres missives mais aussi différents écrits sous forme d'échanges épistolaires avec des personnages haut placés qui pouvaient lui apporter quelques réconforts matériels. Sa traduction des vers de Pétrarque montre son attirance pour la culture italienne comme on peut le voir dans ses Lettres amoureuses .